# Viktoria Kickinger
Viktoria Kickinger (* 29. September 1952) ist eine österreichische Aufsichtsrätin und Unternehmerin.

## Leben
Viktoria Kickinger maturierte 1971 in Wien. Nach mehreren Jahren der Berufstätigkeit in der Pharmaindustrie begann sie 1981 an der Universität Wien das Studium der Publizistik und Ethnologie, das sie 1986 abschloss. 1987 begann sie im Österreichischen Rundfunk (ORF) als Volontärin in der Wissenschaftsredaktion. Nach sechs Monaten wechselte sie zum Familienmagazin WIR, wo sie sich als Redakteurin auf Gesundheit und Soziales spezialisierte. Von 1989 bis 1991 war sie Journalistin im Club 2; anschließend übernahm sie die Ö3-Verkehrsredaktion. 1996/97 leitete sie die Marketingabteilung des ORF. 1998 wechselte sie zu den Österreichischen Bundesbahnen (ÖBB), bewarb sich aber 2006 noch um den Posten als ORF-Generaldirektorin.
2002 bis 2004 leitete Kickinger in der Österreichischen Industrieholding die Abteilung für Wirtschaftskommunikation, übernahm anschließend bis 2009 in der österreichischen Post das Generalsekretariat, und verantwortete unter anderem Konzernentwicklung und -strategie, sowie nationalen und internationalen Lobbyismus. Sie war wesentlich am Börsengang der Österreichischen Post beteiligt, und auch inhaltlich an der Dritten EU-Postrichtlinie beteiligt.
2005 wurde Kickinger in den Aufsichtsrat der Omnimedia gewählt. Seit 2006 ist sie im Aufsichtsrat der Polytec Holding AG.
2008 wurde Viktoria Kickinger von der Bundesregierung zum Mitglied des Universitätsrates der WU Wien bestellt. Seit 2008 ist Viktoria Kickinger gerichtlich beeidete und zertifizierte Sachverständige für Wirtschaftswerbung. 2009 wurde Viktoria Kickinger stellvertretende Aufsichtsratsvorsitzende der Wiener Staatsoper, sowie Aufsichtsrätin des Wiener Burgtheaters, der Wiener Volksoper und art for art. Von April 2014 bis Januar 2015 war Kickinger Vorsitzende des Aufsichtsrats der Volksoper Wien.
Ebenfalls 2009 wurde Kickinger Aufsichtsratsmitglied der S&T, wo sie am 17. Januar 2011 zur Vorsitzenden des Aufsichtsrats gewählt wurde. Seit 2011 ist sie außerdem Vorsitzende des Beirates des T-Mobile Umwelt- und Nachhaltigkeitsfonds.
Im Oktober 2009 gründete sie die INARA – Initiative Aufsichtsräte Austria, eine Wissensdatenbank für Aufsichtsräte im deutschsprachigen Raum, welche sie per 1. Januar 2015 verkaufte. 2010 gründete sie die Interessensvertretung Österreichischer Aufsichtsräte (IVAR) sowie 2013 in Hamburg den Director’s Channel, einen Internet-Fernsehkanal für Aufsichtsräte in Deutschland. Im Oktober 2016 folgte ebenfalls in Hamburg die Gründung der Directors Academy Hamburg, eine Online-Weiterbildungs-Akademie für Aufsichts- und Verwaltungsräte in Deutschland.
Kickinger wurde am 1. März 2013 von der österreichischen Bundesregierung zur Universitätsrätin der Universität Mozarteum Salzburg bestellt und war von 26. März 2013 bis Februar 2017 Vorsitzende des Universitätsrates, nunmehr Mitglied des Präsidialausschusses. Im November 2017 trat sie als Mitglied des Universitätsrates zurück.
Im Juni 2016 wurde sie von den NEOS und den Grünen als gemeinsame Kandidatin für den Posten des Präsidenten des Rechnungshofes nominiert und als eine der Bestgereihten dem parlamentarischen Hearing unterzogen.
2017 gründete Kickinger die Directors Academy Financial Services GmbH.

## Werke
- Weiterbildung des Aufsichtsrats und deren Veröffentlichung im Geschäftsbericht 2020, Board, 04/2021
- Danke für die Krise oder der gordische Knoten und Alexander der Große als Krisenmanager. Echomedia-Verlag Wien, 2005. ISBN 3-901761-35-7
- Buchpräsentation: „Aufsichtsrat – Anforderungen und Perspektiven“ / WKO-Fachverbands UBIT
- Professionelle Aus- und Fortbildung des Aufsichtsrats im Wandel / (BOARD, Ausgabe 2/2019, Seite 66–67)
- Fortbildung für Aufsichtsräte: Licht ins DunkelKPMG / Audit Committee Quarterly - Das Magazin für Corporate Governance
- Wirecard und die Folgen – Weiterbildung von Aufsichtsräten: (K)Ein Thema!" / 4investors.de